# Палестина на Светском првенству у атлетици на отвореном 2022.
Палестина је учествовала на 18. Светском првенству у атлетици на отвореном 2022. одржаном у Јуџину  од 15. до 25. јула седамнаести пут. Репрезентацију Палестине представљала је једна такмичарка која се такмичила у трци на 200 метара. , 
На овом првенству такмичарка Палестине није освојила ниједну медаљу али је оборила национални и лични рекорд.

## Учесници
Жене:
- Хана Баракат — 200 м

## Резултати

### Жене
| Атлетичарка  | Дисциплина | Лични рекорд | Квалификације | Квалификације | Полуфинале            | Полуфинале            | Финале                | Финале       | Детаљи |
| Атлетичарка  | Дисциплина | Лични рекорд | Резултат      | Место         | Резултат              | Место                 | Резултат              | Место        | Детаљи |
| ------------ | ---------- | ------------ | ------------- | ------------- | --------------------- | --------------------- | --------------------- | ------------ | ------ |
| Хана Баракат | 200 м      | 24,70        | 26,33 НР, ЛР  | 7. у гр. 6    | Није се квалификовала | Није се квалификовала | Није се квалификовала | 43 / 44 (45) |        |